# 小行星3361
小行星3361（3361 Orpheus）是一颗围绕太阳公转的小行星。1982年4月24日，卡洛斯·托雷斯在Cerro El Roble发现了此天体。
这颗小行星的绝对星等为301.6825173574923等。小行星3361以希臘神話的人物奧菲斯命名。